# Xã Winona, Quận Grant, Bắc Dakota
Xã Winona (tiếng Anh: Winona Township) là một xã thuộc quận Grant, tiểu bang Bắc Dakota, Hoa Kỳ. Năm 2010, dân số của xã này là 41 người.